# Kolarstwo na Letnich Igrzyskach Paraolimpijskich 2012
Kolarstwo na Letnich Igrzyskach Paraolimpijskich 2012 w Londynie rozgrywane było między 30 sierpnia – 8 września, na obiekcie Brands Hatch (kolarstwo szosowe) oraz na torze London Velopark (kolarstwo torowe).

## Kwalifikacje
Do igrzysk zakwalifikowało się 225 zawodników, w tym 155 mężczyzn i 70 kobiet.
Zawodnicy podzieleni byli na kilka grup w zależności od używanego sprzętu:
- B – tandem
- H1-H4 – rower napędzany ręcznie
- T1-T2 – rower trójkołowy
- C1-C5 – rower tradycyjny, w tym zmodyfikowany

## Medaliści – kolarstwo szosowe

### Mężczyźni

#### Wyścig ze startu wspólnego
| Konkurencja        | Złoto                              | Srebro                                     | Brąz                                |
| H1 (szczegóły)     | Mark Rohan                         | Tobias Fankhauser                          | Wolfgang Schattauer                 |
| H2 (szczegóły)     | Walter Ablinger                    | Jean-Marc Berset                           | Vittorio Podestà                    |
| H3 (szczegóły)     | Rafał Wilk                         | Vico Merklein                              | Joël Jeannot                        |
| H4 (szczegóły)     | Alessandro Zanardi                 | Ernst van Dyk                              | Wim Decleir                         |
| C1-2-3 (szczegóły) | Roberto Bargna                     | Steffen Warias                             | David Nicholas                      |
| C4-5 (szczegóły)   | Jehor Dementjew                    | Liu Xinyang                                | Michele Pittacolo                   |
| B (szczegóły)      | Włochy · Ivano Pizzi · Lucca Pizzi | Polska · Krzysztof Kosikowski · Artur Korc | Vladislav Janovjak Robert Mitosinka |

#### Jazda na czas
| Konkurencja    | Złoto              | Srebro             | Brąz                |
| H1 (szczegóły) | Mark Rohan         | Koby Lion          | Wolfgang Schattauer |
| H2 (szczegóły) | Heinz Frei         | Walter Ablinger    | Vittorio Podestà    |
| H3 (szczegóły) | Rafał Wilk         | Nigel Barley       | Bernd Jeffre        |
| H4 (szczegóły) | Alessandro Zanardi | Norbert Mosandl    | Oscar Sanchez       |
| C1 (szczegóły) | Michael Teuber     | Mark Colbourne     | Li Zhangyu          |
| C2 (szczegóły) | Tobias Graf        | Liang Guihua       | Maurice Eckhard Tió |
| C3 (szczegóły) | David Nicholas     | Joseph Berenyi     | Masaki Fujita       |
| C4 (szczegóły) | Jiří Ježek         | Carol-Eduard Novak | Jiří Bouška         |
| C5 (szczegóły) | Jehor Dementjew    | Liu Xinyang        | Michael Gallagher   |
| B (szczegóły)  | Christian Venge    | Ivano Pizzi        | James Brown         |

### Kobiety

#### Wyścig ze startu wspólnego
| Konkurencja        | Złoto                                 | Srebro                                            | Brąz                                    |
| H1-2-3 (szczegóły) | Marianna Davis                        | Monica Bascio                                     | Rachel Morris                           |
| H4 (szczegóły)     | Andrea Eskau                          | Laura de Vaan                                     | Dorothee Vieth                          |
| C1-2-3 (szczegóły) | Zeng Sini                             | Denise Schindler                                  | Allison Jones                           |
| C4-5 (szczegóły)   | Sarah Storey                          | Anna Harkowska                                    | Kelly Crowley                           |
| B (szczegóły)      | Kanada · Robbi Weldon · Lyne Bessette | Hiszpania · Josefa Benítez Guzman · Maria Noriega | Holandia · Kathrin Goeke · Kim van Dijk |

#### Jazda na czas
| Konkurencja        | Złoto          | Srebro            | Brąz                 |
| H1-2 (szczegóły)   | Marianna Davis | Karen Darke       | Ursula Schwaller     |
| H3 (szczegóły)     | Sandra Graf    | Monica Bascio     | Swietłana Moszkowicz |
| H4 (szczegóły)     | Andrea Eskau   | Dorothee Vieth    | Laura de Vaan        |
| C1-2-3 (szczegóły) | Allison Jones  | Tereza Diepoldová | Zeng Sini            |
| C4 (szczegóły)     | Megan Fisher   | Susan Powell      | Marie-Claude Molnar  |
| C5 (szczegóły)     | Sarah Storey   | Anna Harkowska    | Kelly Crowley        |
| B (szczegóły)      | Kathrin Goeken | Phillipa Gray     | Catherine Walsh      |

### Mieszane
| Konkurencja                                 | Złoto                                                               | Srebro                                                               | Brąz                                                          |
| Sztafeta H1-4 (szczegóły)                   | Stany Zjednoczone · Marianna Davis · Oscar Sanchez · Matthew Updike | Włochy · Francesca Fenocchio · Vittorio Podestà · Alessandro Zanardi | Szwajcaria · Jean-Marc Berset · Heinz Frei · Ursula Schwaller |
| Wyścig ze startu wspólnego T1-2 (szczegóły) | David Stone                                                         | Giorgio Farroni                                                      | David Vondráček                                               |
| Jazda na czas T1-2 (szczegóły)              | Carol Cooke                                                         | Hans-Peter Durst                                                     | David Stone                                                   |

## Medaliści – kolarstwo torowe

### Mężczyźni

#### Sprint
| Konkurencja   | Złoto          | Srebro      | Brąz             |
| B (szczegóły) | Anthony Kappes | Neil Fachie | José Porto Lareo |

#### 1 kilometr
| Konkurencja        | Złoto           | Srebro                | Brąz        |
| C1-2-3 (szczegóły) | Li Zhangyu      | Mark Lee Colbourne    | Tobias Graf |
| C4-5 (szczegóły)   | Alfonso Cabello | Jon-Allan Butterworth | Liu Xinyang |
| B (szczegóły)      | Neil Fachie     | José Porto Lareo      | Rinne Oost  |

#### Na dochodzenie
| Konkurencja    | Złoto              | Srebro                | Brąz                         |
| C1 (szczegóły) | Mark Lee Colbourne | Li Zhangyu            | Rodrigo Fernando López       |
| C2 (szczegóły) | Liang Guihua       | Tobias Graf           | Laurent Thirionet            |
| C3 (szczegóły) | Joseph Berenyi     | Shaun McKeown         | Darren Kenny                 |
| C4 (szczegóły) | Carol-Eduard Novak | Jiří Ježek            | Jody Cundy                   |
| C5 (szczegóły) | Michael Gallagher  | Jon-Allan Butterworth | Liu Xinyang                  |
| B (szczegóły)  | Kieran Modra       | Bryce Lindores        | Miguel Angel Clemente Solano |

### Kobiety

#### 500 metrów
| Konkurencja        | Złoto        | Srebro           | Brąz          |
| C1-2-3 (szczegóły) | He Yin       | Alyda Norbruis   | Jayme Paris   |
| C4-5 (szczegóły)   | Sarah Storey | Jennifer Schuble | Ruan Jianping |

#### 1 kilometr
| Konkurencja   | Złoto            | Srebro         | Brąz          |
| B (szczegóły) | Felicity Johnson | Aileen McGlynn | Phillipa Gray |

#### Na dochodzenie
| Konkurencja        | Złoto         | Srebro          | Brąz            |
| C1-2-3 (szczegóły) | Zeng Sini     | Simone Kennedy  | Allison Jones   |
| C4 (szczegóły)     | Susan Powell  | Megan Fisher    | Alexandra Green |
| C5 (szczegóły)     | Sarah Storey  | Anna Harkowska  | Fiona Southorn  |
| B (szczegóły)      | Phillipa Gray | Catherine Walsh | Aileen McGlynn  |

### Mieszane
| Konkurencja                       | Złoto                                      | Srebro                                                                               | Brąz                                                                 |
| Sprint drużynowy C1-5 (szczegóły) | Chiny · Ji Xiaofei · Liu Xinyang · Xie Hao | Wielka Brytania · Jon-Allan Butterworth · Jody Cundy · Darren Kenny · Richard Waddon | Stany Zjednoczone · Joseph Berenyi · Sam Kavanagh · Jennifer Schuble |

## Tabela medalowa
| Miejsce | Państwo           | Złoto | Srebro | Brąz | Razem |
| ------- | ----------------- | ----- | ------ | ---- | ----- |
| 1.      | Wielka Brytania   | 8     | 9      | 5    | 22    |
| 2.      | Chiny             | 6     | 4      | 5    | 15    |
| 3.      | Stany Zjednoczone | 6     | 5      | 6    | 17    |
| 4.      | Australia         | 6     | 4      | 4    | 14    |
| 5.      | Niemcy            | 4     | 7      | 3    | 14    |
| 6.      | Włochy            | 4     | 3      | 3    | 10    |
| 7.      | Austria           | 3     | 0      | 2    | 5     |
| 8.      | Polska            | 2     | 4      | 0    | 6     |
| 9.      | Hiszpania         | 2     | 2      | 3    | 7     |
| 10.     | Irlandia          | 2     | 1      | 2    | 5     |
| 11.     | Ukraina           | 2     | 0      | 0    | 2     |
| 12.     | Holandia          | 1     | 2      | 3    | 6     |
| 13.     | Czechy            | 1     | 2      | 2    | 5     |
| 14.     | Nowa Zelandia     | 1     | 1      | 2    | 4     |
| 15.     | Rumunia           | 1     | 1      | 0    | 2     |
| 16.     | Kanada            | 1     | 0      | 1    | 2     |
| 17.     | Szwajcaria        | 0     | 2      | 1    | 3     |
| 18.     | Izrael            | 0     | 1      | 0    | 1     |
| 18.     | Południowa Afryka | 0     | 1      | 0    | 1     |
| 20.     | Francja           | 0     | 0      | 2    | 2     |
| 21.     | Argentyna         | 0     | 0      | 1    | 1     |
| 21.     | Belgia            | 0     | 0      | 1    | 1     |
| 21.     | Japonia           | 0     | 0      | 1    | 1     |
| 21.     | Rosja             | 0     | 0      | 1    | 1     |
| 21.     | Słowacja          | 0     | 0      | 1    | 1     |